# Adiantum cordatum
Adiantum cordatum là một loài thực vật có mạch trong họ Adiantaceae. Loài này được Maxon miêu tả khoa học đầu tiên năm 1931.